# ریتا پوگوسوا
ریتا پوگوسوا (انگلیسی: Rita Pogosova؛ زادهٔ ) یک بازیکن تنیس روی میز است. 
وی در مسابقات کشوری و بین‌المللی در مجموع برنده ۱ مدال طلا شده‌است.